# Гринтри (Њу Џерзи)
Гринтри (енгл. Greentree) насељено је место без административног статуса у америчкој савезној држави Њу Џерзи.

## Демографија
По попису из 2010. године број становника је 11.367, што је 169 (-1,5%) становника мање него 2000. године.
| Група             | 2000.         | 2010.         |
| Белци             | 8.806 (76,3%) | 8.139 (71,6%) |
| Афроамериканци    | 698 (6,1%)    | 743 (6,5%)    |
| Азијати           | 1.710 (14,8%) | 1.971 (17,3%) |
| Хиспаноамериканци | 236 (2,0%)    | 345 (3,0%)    |
| Укупно            | 11.536        | 11.367        |